# Berkenhoutskoolzwam
De berkenhoutskoolzwam (Daldinia decipiens) is een zakjeszwam behorend tot de familie Xylariaceae. Hij leeft saprotroof op hout. Hij is bekend van berk (Betula) en soms op beuken. De anamorf associeert met Xiphydria-houtwespen, die betrokken is bij de verspreiding van sporen.

## Kenmerken
Een harde, kurkachtige, knotsvormige of bolvormige vruchtlichaam, vaak groeiend op een korte steel van 3 tot 8 mm hoog. De jonge, zich ontwikkelende vruchtlichaam is vaak cilindrisch van vorm. Wanneer hij volwassen is, bereikt hij een grootte van ongeveer 2 × 3 cm. Het is aanvankelijk roodbruin van kleur, daarna steeds donkerder tot paarsachtig zwart. Onder het oppervlak bevinden zich oranjebruine perithecia-granulaat, iets naar buiten uitpuilend. Op de doorsnede bevinden zich concentrische bruine en bruinzwarte lagen. De afzonderlijke lagen zijn 0,1-0,5 mm dik. Perithecia lancetvormig, of minder vaak eivormig, 0,4–0,8 × 0,2–0,4 mm groot. Asci van 180-210 × 9-10 μm. Apicaal aanhangsel 0,5–0,8 × 4,5–5 μm, amyloïde. Ascosporen lichtbruin tot donkerbruin, glad, ellipsoïde, meestal met nauw afgeronde uiteinden, 18 (–20) × 6,5–10 (–11) μm, met een spleetachtige groeiporie over de gehele lengte van de meer convexe zijde van de spore.
De anamorf die op OA-medium is gegroeid, bereikt na 1 à 1,5 week een diameter van 9 cm. Het oppervlak is wit, viltig, met een verspreide rand. Het wordt geleidelijk donkerder tijdens sporulatie, uiteindelijk zwart. Conidioforen, onvertakt of dichotoom vertakt, hyaliene, 50-120 μm lang en 2,5-3,5 μm in diameter met een of twee conidia-cellen aan het uiteinde. Conidia-vormende cellen zijn cilindrisch, hyaliene, 13–22 μm lang en 2,5–4 μm in diameter. Hyaliene conidia, glad, bijna bolvormig of eivormig, 7–8 × 4,5–5,5 μm.

## Verspreiding
Het is bekend dat het alleen voorkomt op het noordelijk halfrond, voornamelijk in Europa. Aanvankelijk was hij bekend in Duitsland en Zweden, daarna in Denemarken, Spanje en Engeland, maar ook in de VS en China. Het was ook een van de exemplaren genaamd Sphaeria concentrica in het herbarium van Christiaan Hendrik Persoon.
In Nederland komt hij zeer zeldzaam voor. Hij staat niet op de rode lijst en is niet bedreigd.